# Pueraria edulis
Pueraria edulis är en ärtväxtart som beskrevs av Renato Pampanini. Pueraria edulis ingår i släktet Pueraria och familjen ärtväxter. Inga underarter finns listade i Catalogue of Life.